# 林马庄惨案

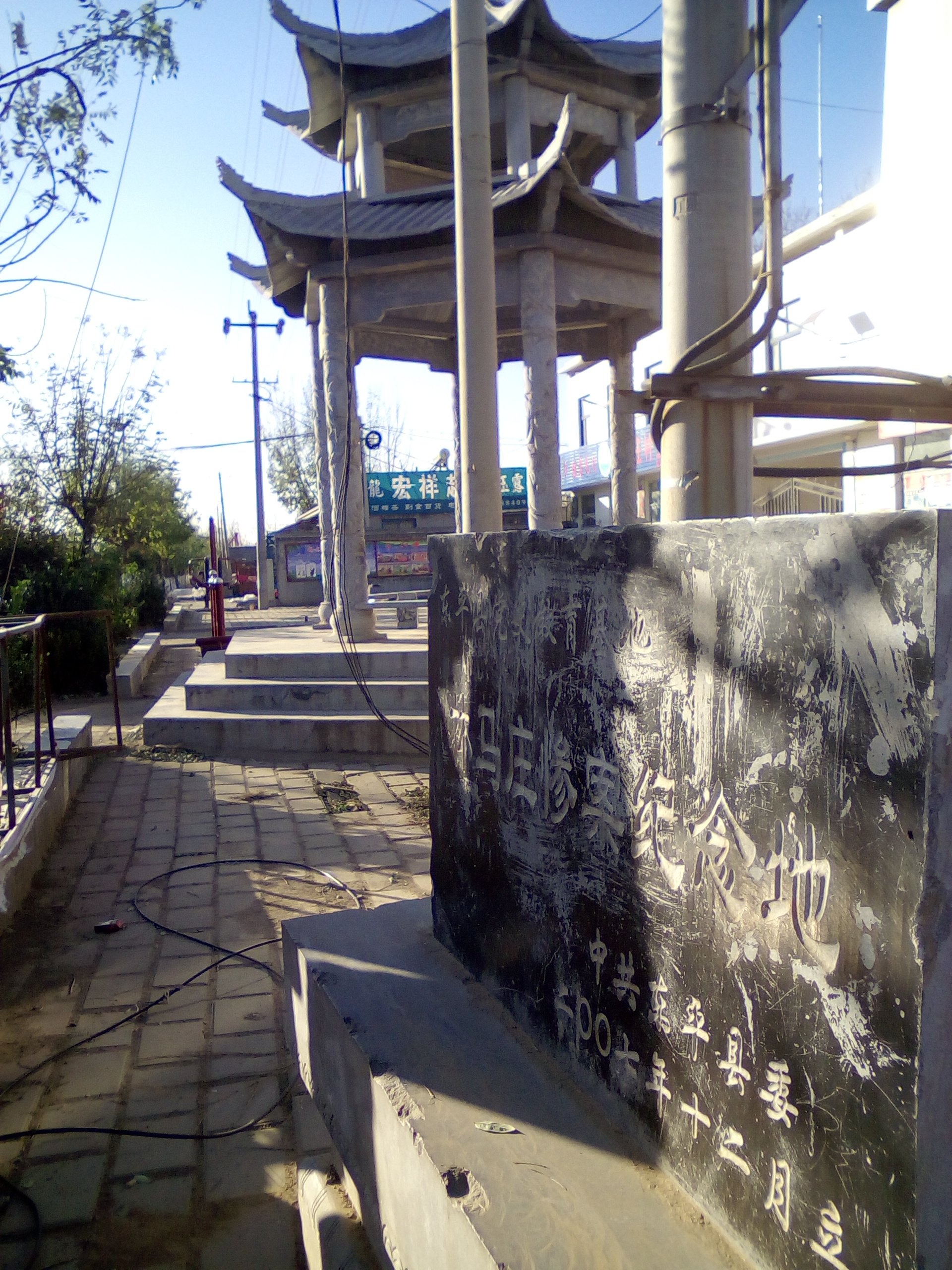
林马庄惨案纪念地

林马庄惨案是一起发生于1939年4月22日，由日本军队在山东省东平县林马庄制造的惨案。

## 背景
1938年8月，东平县城沦陷。1939年3月至4月，日军扫荡泰肥山区，八路军在接山乡徐坦、林马庄一带一度成功阻止日军扫荡。

## 过程
4月22日，东平、东阿两县日军、治安军从肥城县演马庄一带扫荡过来。知晓消息的村民迅速撤离。
8时许，日军及治安军进入林马庄，该村基本为空村，但仍有人未来得及转移。未来得及转移的夏振元、夏振铎、夏廷水被当场刺死。一个小孩被日伪军摔死。一位姓宓的老人被烧死。
随后，日军及治安军进入村民家中抢夺财物，奸淫掳掠。撤走前，日军及治安军将林马庄点燃。

## 统计
在此次惨案中，有5名无辜村民被杀害，14名妇女被奸淫，有765间房屋被烧毁，35头牲畜、30辆大小车被抢走。抢走和烧毁家具2000多件，衣服7600多套，粮食86万余斤。

## 后续
林马庄惨案的发生使得当地民众抗日情绪高涨，随后林马庄村民积极支持八路军在泰肥山区的抗日活动，该村后被八路军称为“抗日斗争模范村”。
2007年12月，林马庄惨案纪念地成为东平县党史教育基地。